# 日本の年金
| 国民年金（第1階）                                                 |             |
| 第1号被保険者                                                     | 1,449万人   |
| 第2号被保険者                                                     | 4,513万人   |
| 第3号被保険者                                                     | 793万人     |
| 被用者年金（第2階）                                               |             |
| 厚生年金保険                                                      | 4,047万人   |
| 公務員等                                                          | （466万人） |
| その他の任意年金                                                  |             |
| 国民年金基金 / 確定拠出年金（401k） / 確定給付年金 / 厚生年金基金 |             |

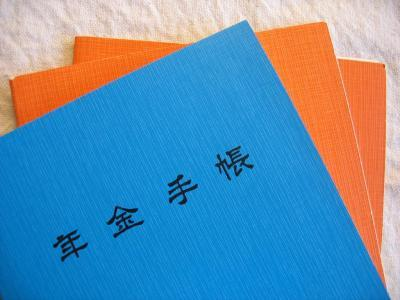
年金手帳

日本の年金制度（にほんのねんきんせいど）は、年金制度である国民年金、および所得比例年金である被用者年金（厚生年金）が存在し、国民皆年金が達成されている。どちらとも老齢年金、障害年金、遺族年金の機能を持つ。
歴史的経緯として、被用者年金が先に制度化されており、これは所得比例拠出型の社会保険である。保険料は事業主と折半して拠出し、保険者には政府管掌の厚生年金と共済組合管掌の共済年金が存在してきた。
さらに戦後となってから、政府管掌の国民年金が制度化された。これは定額拠出型の社会保険であり、国民年金法を根拠として1961年（昭和36年）の岸信介内閣で導入され、当時の定年は約55歳であった。そして、1985年3月から60歳定年制が開始された。（定年法制定以前は法指定が無く、おおよそ55歳前後から退職勧告）。国民年金法が制定された1961年の男性の平均寿命は65.32歳、 女性の平均寿命は70.19歳だった。そのため、国民年金制度導入時の環境では、当時55歳から支給される厚生年金は主に会社員男性に10年間、当時も今も65歳から支給されている国民年金は男性の支給開始年齢≒平均寿命・扶養されていた妻が約5年間受給出来るといった短期だけ貰える制度だった。しかし、その後の日本では他国なら緩和ケア移行となる快復の見込めない予後不良高齢者に対する年金受給目当ての「寝たきり大黒柱」理由の延命による不健康長寿で平均寿命が伸びている。1961年当時と2010年における男女の平均寿命状況を考慮すると、国民年金は男性75歳・女性82歳、厚生年金は男性70歳・女性78歳が導入時の想定に沿った支給開始年齢になる。年金支給開始年齢の男女差を禁止するならば、国民年金78歳、厚生年金73歳が1961年当時の想定に近い 。このような支給開始年齢の早期引き上げ・保険料の引き上げ速度加速、又は最低保障年金への移行といった「政治的には不人気」でも与野党が無責任な低負担高福祉を唱える財政ポピュリズム的政争化を抑制することで一致協力し、痛みを伴う早急な抜本的制度改正をしないと年金制度が保たない状態になっている。2013年の日本人男性の平均寿命80.2歳なものの健康寿命71.2歳で差9.02年。女性の平均寿命は86.6歳なものの健康寿命は74.2歳で差12.4歳。つまり、寿命は長くなったものの、日本人の寿命は男性9年・女性12年、寝たきりを含む不健康寿命を含んでいる。日本政府は公的年金制度を残すため、自己で投信選定と運用させる私的年金iDeCoと併用させ、厚生労働省は現行のような不健康な長寿ではなく、健康寿命を伸ばそうとしている。
2015年（平成27年）からは社会保障・税番号制度（個人番号, マイナンバー）が導入され、基礎年金番号との連携が2017年（平成29年）より開始された。年金積立金は、2018年（平成30年）において159兆2154億円まで増加。資産額は過去最大となった。
制度開始時との保険料・物価・平均寿命との乖離、少子高齢化の影響で保険料だけでは賄い切れず、国民年金分の1/2は国庫負担から支出されているため、年金金額削減か保険料上昇かの方針が議論されている。厚生年金分の2分の１は事業主が被雇用者分を負担して制度を支えている。公的年金の実受給権者数は4,067万人であり、日本の人口の32.2%を占めている（平成30年度）。

## 制度構造

日本の人口ピラミッド

就労形態別に各制度が分立していたものを、1985年の改正法施行により、国民年金を1階部分（基礎年金部分）、被用者年金を2階部分とする形で再編成し、更にその上に任意で加入する制度を設け、現行の日本の年金制度は所謂3階建てで構成されている。
原則として、20歳の誕生日を迎えてから日本年金機構より概ね2週間以内に「 国民年金加入のお知らせ 」の案内が届き、60歳未満の者まで（在留期間が3ヶ月以上の外国籍の者を含む）には、国民年金への加入が法律にて義務付けられ、その者の就労形態等により第1号、第2号、第3号のいずれかの被保険者に分類される。また、60歳以降でも所定の要件を満たす者は国民年金に任意加入が可能である。また、被用者は勤務する企業や組織に応じて厚生年金への加入（原則、国民年金と二重加入）が義務付けられている。これらは世代間扶養のシステムとなっている。
更に私的年金として、個人は国民年金基金や確定拠出年金（個人型,iDeCo）に任意に加入できる。企業では被用者のために各種の企業年金（厚生年金基金・確定給付年金（基金型・規約型）・確定拠出年金（企業型））に任意に加入して掛金を被用者との折半で拠出する。
これで、加入者には、資格期間を10年以上有して65歳に到達した場合には老齢年金が、所定の等級以上の障害者になった場合には障害年金が、死亡した場合には遺族に遺族年金が支給されるようになる。
その他にも、各個人は私的年金に任意に加入できる。
|          | 第1号被保険者 | 第2号被保険者 | 第2号被保険者                                                                                                   | 第3号被保険者                                                   |
| -------- | --- | --- | --- | --------------------------------------------------------------- |
| 加入者   | 日本国内に住所を有する20歳以上60歳未満の者で、第2号被保険者・第3号被保険者でない者（第7条1号） （具体的には自営業者、農業者、学生、無職、厚生年金の被保険者とならない労働者等） | 第1号厚生年金被保険者（第7条2号） （厚生年金被保険者のうち、第2〜4号厚生年金被保険者でない者。具体的には、民間企業勤務の常勤、所定の要件を満たす短時間労働者） | 第2~4号厚生年金被保険者 （公務員共済の組合員・私学共済の加入員） （第7条2号）                                   | 20歳以上60歳未満である 第2号被保険者の被扶養配偶者 （第7条3号） |
| 加入者数 | 1,505万人 （男779万人、女726万人） | 3,911万人 （男2,442万人、女1,470万人） | 447万人 （男274万人、女173万人）                                                                                | 870万人 （男11万人、女859万人）                                 |
| 保険料   | 月額16,980円（定額） （2024年（令和6年）度） | 2017年（平成29年）9月以降、 標準報酬月額の18.3%で固定（労使折半）                                                                                              | 経過措置として、独自の保険料率を設定                                                                            | 本人負担なし （第2号被保険者の年金制度が負担）                  |
| 3階部分  | N/A | 各種の企業年金 （各企業が任意に導入） | 「職域加算」（平均標準報酬額×1.154/1000×加入期間） 一元化により「年金払い退職給付（退職等年金給付制度）」に変更 | N/A                                                             |
| 2階部分  | 国民年金基金（任意加入） | 厚生年金 | 厚生年金 | N/A                                                             |
| 1階部分  | 基礎年金 | 基礎年金 | 基礎年金 | 基礎年金                                                        |

| 受給種別                               | 総数      | 老年給付  | 障害年金 | 遺族給付 |
| -------------------------------------- | --------- | --------- | -------- | -------- |
| 国民年金                               | 3,529万人 | 3325万人  | 195万人  | 9万人    |
| 厚生年金保険（第1号）                  | 3,530万人 | 2,930万人 | 43万人   | 337万人  |
| 厚生年金保険（第2-4号,共済年金を含む） | 483万人   | 376万人   | 4万人    | 102万人  |

## 所管
公的年金の所管は厚生労働省である。かつては社会保険庁が存在したが、運営事務は日本年金機構に移管され、残余資産は年金・健康保険福祉施設整理機構によって清算された。
日本における年金に関する特例法が成立されており、以下の特例法がある（五十音順）。
- 厚生年金保険法 / 厚生年金特例法
- 国民年金法
- 障害年金加算改善法
- 遅延加算金法
- 年金確保支援法
- 年金時効特例法

なお社会保障制度改革推進法において、公的年金制度は財政の現況及び見通し等を踏まえ、社会保障制度改革国民会議において検討し結論を得るとされている（第5条）。

## 国民年金
かつての国民年金（1959年11月1日施行）は、ミーンズテスト型の無拠出制年金制度であり、その養老年金は、一定の年齢に達した者の中で、一定の所得以下の者に限定して支給するものであり、その財源は国庫から賄われた。
現在の国民年金は拠出制年金であり、同法改正により1961年4月から保険料の徴収が開始され、国民皆年金制度が確立された。その後、1985年の年金制度改正により、基礎年金制度が導入され、現在の年金制度の骨格ができた。

## 厚生年金

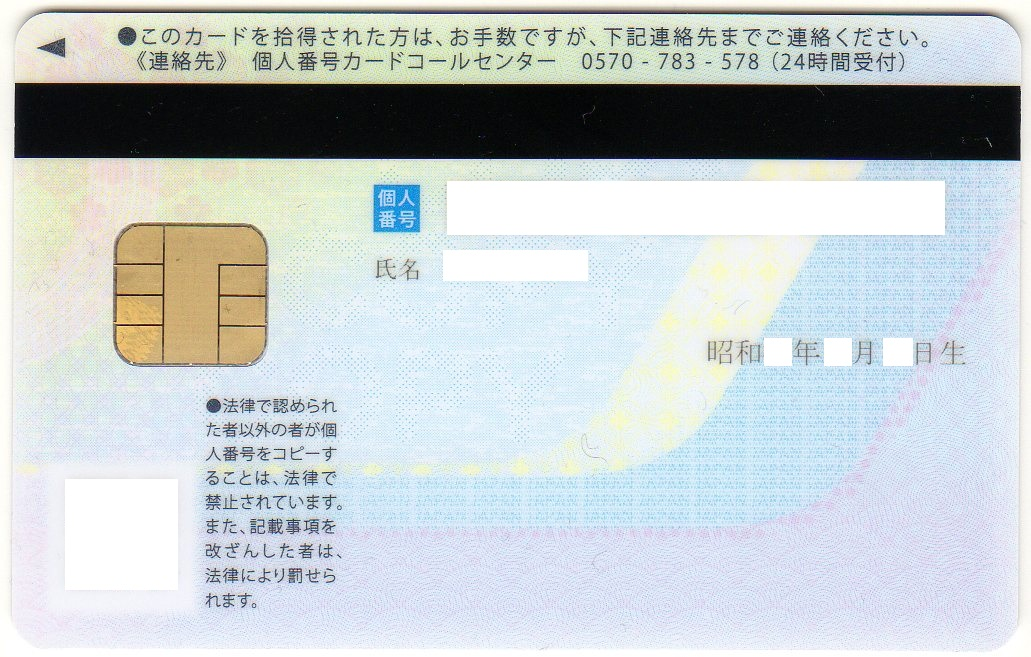
個人番号の施行により、就業時には年金手帳に代わりマイナンバーを提示するようになった。

被用者年金は、これまでは民間企業対象の厚生年金と、公務員・私学教職員対象の共済年金とが併存してきたが、2015年10月よりこれらを統合し、厚生年金に一本化された（被用者年金一元化）。
厚生年金の対象となる事業所は、強制適用事業所と、任意適用事業所に分かれる。強制適用事業所は、健康保険の強制適用事業所と共通であるが、厚生年金ではさらに、「船員法第1条に規定する船員として船舶所有者に使用される者が乗り組む船舶」も強制適用事業所とされる。適用事業所に勤務する労働者で所定の要件を満たす者は全員厚生年金の被保険者となる。

### 2006年度見通し
2007年3月に公表された「厚生年金の標準的な年金額（夫婦二人の基礎年金額を含む）の見通し【生年度別、65歳時点】-暫定試算-」の経済前提基本ケースで出生中位場合は、1941年度生まれ（65歳）の月額22.7万円（所得代替率59.7%）から所得代替率は徐々に下がり、1986年度生まれ（20歳）では月額37.3万円（所得代替率51.6%）となる。
- 経済前提基本コース

最近の経済動向を踏まえた設定
- 出生中位

2055年の合計特殊出生率を1.26に設定

## 財政運営
| 国民年金                   | 23兆2642億円 |
| 厚生年金保険(共済年金含む) | 32兆1465億円 |
| 福祉年金                   | 0億円        |
| 総計                       | 55兆4108億円 |

### 財政の均衡
日本の年金制度は、現役世代の保険料負担で高齢者世代の年金給付に必要な費用を賄うという世代間扶養の考え方を基本に「賦課方式」により運営されているが、近年、経済の長期的停滞の下で人口の少子高齢化が急速に進行している。
世代間扶養の考え方に基づく財政運営方式では、保険料負担の急増や給付水準の急激な抑制が不可避となることから、従来から一定規模の積立金を保有することにより、将来の保険料負担の上昇及び給付水準の低下を緩和することとされている。2004年改正前の年金額の改定は、給付水準維持方式により原則として5年ごとに行う財政再計算に合わせて、賃金や消費支出などを総合的に勘案して行われ、保険料負担は段階的に保険料を引き上げる段階保険料方式がとられていた。また、財政再計算が行われなかった年度は、完全自動物価スライドにより年金額の改定が行われていた。
- 給付水準維持方式

年金額の給付水準を将来にわたり維持するために必要な費用を賄うための財源（保険料等）を確保する方式。
- 財政再計算

将来推計人口（出生率や平均余命、予定死亡率）、積立金の予定運用利率や経済情勢（賃金や消費支出の変動）を勘案し、今後の年金額やその給付水準を将来にわたり維持するために、今後必要な負担（保険料額）を5年ごとに見なおすこと。

### 保険料
国民年金保険料は、2005年4月から毎年280円ずつ引き上げ、2017年度には月額16,900円に固定されることとなった（2019年度に産前産後の保険料免除制度を導入することに伴い、100円引き上げて月額17,000円となっている）。厚生年金保険料は、2004年10月から保険料率（労使折半）を毎年0.354%引き上げ、2017年9月から18.3%に固定された。

### 標準的な年金額
2004年改正では、標準的な年金受給世帯における受給し始めた（65歳）時点の年金額（夫婦の基礎年金と夫の厚生年金）の現役世代の平均手取り収入に対する比率（所得代替率）で見て、50%を上回る給付水準を確保することとされた。
- 標準世帯

夫が平均的収入で40年間就業し、妻がその期間全て専業主婦であった世帯
年金を受給し始めた年（65歳）以降の年金額（名目額）は物価の上昇に応じて改定されるが、通常は物価上昇よりも賃金上昇率の方が大きいため、その時々の現役世代の所得に対する比率は低下していく。マクロ経済スライドによる調整期間においては、新たに年金を受給し始める者だけでなく、既に年金を受給し始めている者についても年金改定が緩やかに抑制され、年金額の現役世代の所得に対する比率は低下する。ただし、名目の年金額は、物価や賃金が下がる場合を除き、下がる事はない。

### 有限均衡方式
2004年法改正においては、厳しい年金財政状況を踏まえ、社会経済と調和した持続可能な年金制度を構築するために、給付と負担のあり方の見直しが行われた。
将来のすべての期間について給付と負担の均衡を図り（永久均衡方式）将来にわたって一定の積立金を保有することを改め、おおむね100年間で給付と負担の均衡を図り、その財政均衡期間の最終年度に給付費の1年分程度の積立金を保有すること（有限均衡方式）とし、積立水準の圧縮分を次世代、次々世代の給付に充てることとした。
- 有限均衡方式

すでに生まれている世代の一生程度（概ね100年間）の期間（財政均衡期間）について、収入（基礎年金拠出金・国庫負担・積立金）と支出（給付費）の均衡を図っていく財政運営で、定期的な財政検証ごとに財政状況の現況分析と財政状況の見通しを立て、その見通しの期間を徐々に移動させていく財政運営。この場合、積立金の水準は、財政均衡期間の最終年度2100年（2004年財政再計算）において支払準備金程度（約1年分の給付費）とすることとされている。
- 財政均衡期間

すでに生まれている世代の一生程度（概ね100年間）の期間における収入（基礎年金拠出金・国庫負担・積立金）と支出（給付費）の均衡を図ることとし、そのため定期的に財政検証（財政状況の現状分析）と財政の見通しを立てることとされている期間。

### マクロ経済スライド（少子化と長命化に伴う年金の減額率）
2004年法改正では、給付と負担の見直し方については、最終的な保険料の水準を法律に規定し（保険料水準固定方式）、その保険料の範囲内で年金給付を行うことを基本とした。年金額改定は、新規裁定者（68歳未満）は名目手取り賃金の伸び率（変動率）によるスライド、既裁定者（68歳以上）は物価の伸び率（変動率）によるスライドにより行われる。このため、これまでのように5年ごとの財政再計算（保険料の改定）は行わず、財政状況を検証するため、少なくとも5年に一度、「財政の現況及び見通し」の作成（財政検証）が行われる（初回は2009年、以後2014年にも実施）。
また、財政均衡期間において、必要な積立金が確保できないなど財政の不均衡が見込まれる場合には、賃金や物価の変動と合わせて、少子化（公的年金加入者の減少）や高齢化（平均余命の伸び）といった経済情勢や社会情勢などの変動に応じて、給付の水準を自動的に調整する仕組み（マクロ経済スライド）が導入された。マクロ経済スライドによる調整期間における年金額改定は、新規裁定者（68歳未満）は名目手取り賃金の伸び率（変動率）×スライド調整率、既裁定者（68歳以上）は物価の伸び率（変動率）×スライド調整率により行われる。
- スライド調整率＝公的年金加入者の変動（減少）率×平均余命の伸び率（0.997）

日本における平均余命の推移、および将来予想

- 公的年金加入者の変動率＝3年度前の公的年金加入者総数の変動率（3年平均）
- 平均余命の伸び率（0.997）＝65歳時の平均余命の伸び率（平均的な受給期間の伸び率は0.3%）

### 財政検証
- 年金事業の収支

保険料、国庫負担、給付に要する費用など年金事業の収支について、今後おおむね100年間における見通し（財政の現況及び見通し）を作成し公表する。
- マクロ経済スライドの開始

今後おおむね100年間において財政の均衡を保つことができないと見込まれる場合には、マクロ経済スライドの開始年度を定める（現在、この開始年度は政令で2005年度と定められ、マクロ経済スライドは発動し得る状態となっているが、実際に発動されたのは2015年度と2019年度の2回だけである）。
- マクロ経済スライドの終了

マクロ経済スライドを行う必要がなくなったと認められる場合には、マクロ経済スライドの終了年度を定める。
- 調整期間

マクロ経済スライドによる調整期間中に財政検証を行う場合には、マクロ経済スライドの終了年度の見通しを作成し公表する。

### 影響を与える要素
年金財政（所得代替率）に影響を与える主な要素は人口関連と経済関連があり、この2つを勘案して将来の給付水準を設定する。
人口関連
- 出生率

出生率が低下すると、その世代が被保険者となる約20年後以降に被保険者が減少するため、将来の保険料収入が減少し、所得代替率が低下する。
- 寿命

寿命が延びると年金給付費が増大し、所得代替率が低下する。
経済関連
- 運用利回り

実質的な運用利回りが上昇すると、運用収入が増加し、所得代替率は上昇する。
- 賃金上昇率

実質賃金上昇率が上昇すると、保険料収入はその分上昇するが、年金給付費の延びはそれ以下（物価により改定）のため、所得代替率は上昇する。
- 物価上昇率

物価上昇率が低下すると、マクロ経済スライドの調整効果が減殺される（年金の名目額が減少しない範囲で調整する）ため、所得代替率は低下する。
- 厚生年金被保険者数・労働力率

被保険者数、労働力率が増加すると、保険料収入が増加し、所得代替率は上昇する。
- 積立金の水準

積立金が増加すると、運用収入が増加し、所得代替率は上昇する。

## 歴史
日本の年金制度は、被用者年金を皮切りに始まっており、現在の第二階部分に相当する部分が先に形成されたという歴史を持っている。
1961年の国民年金制度の本格的な発足によって国民皆年金の体制が実現してから、公的年金制度は何度も改正されているが、1985年の改正は最も大きく、全国民共通で全国民で支える基礎年金制度が創設された。

### 戦前
日本で最も古い年金は、軍人への恩給であり、1875年に「陸軍武官傷痍扶助及ヒ死亡ノ者祭粢並ニ其家族扶助概則」と「海軍退隠令」、翌1876年に「陸軍恩給令」が公布された。その後、軍人以外の公務員にも個別的に別の恩給制度が定められていき、1923年には軍人、官吏、教職員などの恩給制度を一つにまとめた「恩給法」が制定された。
日本初の企業年金は鐘淵紡績（クラシエブランドやカネボウ化粧品などの源流となる、後年カネボウとして知られた紡績会社）の経営者、武藤山治がドイツ鉄鋼メーカの従業員向け福利厚生の小冊子を1904年に入手し、研究後、翌年1905年に始め、その後三井物産なども始めた。
民間の公的年金としては、海上労働者を対象とした1939年公布の船員保険法を根拠とする年金が実施されている。
それから、厚生省の設置や国民健康保険法の制定など社会保障政策を進めていた当時の近衛内閣で厚生省官僚だった花澤武夫らによりナチス・ドイツの年金制度を範として労働者年金保険法を1941年3月11日に公布、1942年6月に施行した。
労働者年金の対象事業者は、従業員10人以上の事業所に働く男子筋肉労働者であり、産業は鉱業、工業、運輸業などに限定されていた。年金基金は大蔵省預金部が運用し、完全積立方式で運用された。
労働者年金の給付内容は以下である。
1. 養老年金
2. 廃疾年金
3. 廃疾手当（一時金）
4. 遺族年金（10年間）
5. 脱退手当

さらに1944年には「厚生年金保険」に改称され、被保険者は男女の事務職や女性労働者にも拡大され、事業所規模も5人以上と改定された。これにより被保険者は832万人まで増大する。

### 戦後
戦後、1950年社会保障制度審議会勧告では、被用者年金と、非拠出型社会扶助年金の2本立てが構想されていた。しかしこれは従来からの拠出者の抵抗により頓挫している。
1958年に国会議員互助年金、1959年に「国民年金」というように、職域ごとに年金制度が制定されていった。非拠出型年金は老齢福祉年金として、拠出制国民年金への積立が不足する者を対象としてミーンズテストを実施の上で行う、経過的な措置として制定された。
1972年の時点で、年金の支給額が月16000円であるのに対し、生活保護を受ける夫婦の受給額は月28000円に設定されているなど、既に年金だけでは老後を暮らしていくことはできない状況にあった。当時の朝日新聞の天声人語欄では、こうした状況を改める有効な手段として積立方式から賦課方式（その年に集めた掛け金を全額年金に充てる手法）に変更することを提唱していた。

### 中曽根内閣から
産業構造の変化等により財政基盤が不安定になったことや加入している制度により給付と負担の両面で不公平が生じていたことから、1984年中曽根内閣では、職域集団ごとに分立していた制度を見直し、全国民共通の基礎年金制度を導入する大改正を行うことが閣議決定され、1985年に国民年金法をはじめとする改正法が施行された。
- 1985年改正では、制度成熟期に加入期間が40年に延びることを想定して、給付単価・支給乗率を段階的に逓減する給付水準の適正化。サラリーマンの妻の国民年金への強制加入（第3号被保険者制度の創設）による女性の年金権の確立[注 6]。20歳前に障害者となった者に対する障害基礎年金の保障。5人未満の法人に対する厚生年金の適用拡大。女性の老齢厚生年金の支給開始年齢を2000年までに段階的に55歳から60歳に引き上げ。
- 1989年改正では、完全自動物価スライド制の導入。学生の国民年金への強制加入。国民年金基金の創設。
- 1994年改正では、60歳代前半の老齢厚生年金の定額部分の支給開始年齢を2013年までに段階的に60歳から65歳に引き上げ。在職老齢年金を賃金の増加に応じて賃金と年金額の合計額が増加する仕組みへの変更と失業等給付との併給調整。賃金再評価を税・社会保険料を除いた可処分所得の上昇率に応じた方式へ変更。育児休業中の本人負担分の厚生年金保険料を免除。
- 1996年改正では、旧公共企業体3共済（JR、JT、NTT）の厚生年金への統合。

### 小泉内閣から
- 2000年改正では、老齢厚生年金の報酬比例部分を2025年までに段階的に60歳から65歳に引き上げ。65歳以降の年金額は物価スライドのみで改定。厚生年金の報酬比例部分の給付を5%適正化、ただし従前額を保障。厚生年金加入を70歳未満まで拡大し、65歳〜69歳の在職者に対する在職老齢年金を創設。賞与等にも同率（13.58%）の保険料を賦課し、給付に反映する総報酬制の導入。育児休業中の事業主負担分の厚生年金保険料の免除。国民年金保険料の半額免除制度と学生納付特例制度の創設。
- 2001年改正では、農林漁業団体職員共済組合の厚生年金への統合。

2004年改正では、保険料負担と年金給付のバランスを図るため、保険料負担の上限を固定し、基礎年金の国庫負担割合を2分の1へ引上げる及びおよそ100年かけて積立金を取り崩して（最終的に年金給付費用1年分程度を残す）年金給付に充当させることにより、保険料の引上げをできるだけ抑制する。また、社会全体の所得・賃金の変動（経済変動）や平均余命の伸び・合計特殊出生率（人口変動）に応じて、年金額の改定率を自動的に設定し給付水準を調整するマクロ経済スライドの仕組みを導入して、年金給付をゆるやかに削減し、保険料上限による収入の範囲で給付水準50%以上を確保するとした。
この改正の背景には、少子高齢化による世代間の問題やグローバル化のなかで労働コストを抑制したいという理由から、保険料の引上げが極めて厳しくなっているという状況があった。
保険料
- 厚生年金保険料は、2004年10月から保険料率（労使折半）を毎年0.354%引き上げ、2017年9月から18.3%に固定する。
- 国民年金保険料は、2005年4月から毎年280円ずつ引き上げ、2017年度には月額16,900円に固定する。
- 若年者納付猶予制度の創設。
- 保険料の申請免除等の承認期間の遡及。
- 多段階免除制度の導入。

年金給付
- 60歳代前半の在職老齢年金の一律2割支給停止を廃止。
- 65歳以降の老齢厚生年金の繰り下げ制度の導入。
- 70歳以上の在職者に60歳代後半の在職老齢年金のしくみを適用（ただし、保険料納付はなし）。
- 特別障害給付金制度の創設。
- 障害基礎年金の受給権者は、65歳以降老齢厚生年金又は遺族厚生年金との併給が可能。
- 離婚した時に婚姻期間の厚生年金の分割が可能（ただし、夫婦間の合意または裁判所の決定が必要）。
- 離婚した時に第3号被保険者期間について厚生年金の分割が可能。
- 子のいない30歳未満の妻に対する遺族厚生年金は5年間の有期年金とし、中高年寡婦加算の支給は夫死亡時40歳以上を対象とする。
- 保険料納付実績や年金見込額等の年金個人情報の定期的な通知（ねんきん定期便）とポイント制の導入。

### 安倍政権（第一次）から

#### 被用者年金一元化
一元化の議論には「財政単位の一元化」と「情報の一元化」がある。財政単位の一元化とは、報酬比例部分の財政単位を一元化して制度設計し、給付と負担を調整する。情報の一元化とは、被保険者情報と受給者情報を一元化し、職業や住所を変えるという移動があったときに一元化された情報をもとに確認する仕組みである。
安倍政権では「被用者年金制度の一元化等に関する基本方針について」が2006年4月に閣議決定された。公的年金制度の一元化を展望しつつ、民間被用者、公務員を通じ、将来に向けて、同一の報酬であれば同一の保険料を負担し、同一の公的年金給付を受けるという公平性・安定性を確保する。また、職域部分を廃止し、民間準拠の考え方を踏まえながら、衆参両院の国会議員、公務員の職務や身分の特殊性など公務員制度との関連から新たな仕組みを設けるとした。

#### パートタイマーの厚生年金適用の拡大
厚生年金はフルタイム勤務者は企業規模に関係なく加入義務があるが、2007年4月、上記「被用者年金制度の一元化法案」の中に、パートタイム労働者の厚生年金（社会保険）の適用の拡大が盛り込まれ、後の民主党政権下にて「公的年金制度の財政基盤及び最低保障機能の強化等のための国民年金法等の一部を改正する法律」として成立した。2016年10月から、同法により被用者年金（厚生年金）および被用者健康保険が、以下の条件をすべて満たす人にも拡大された。
1. 年齢が75歳未満、かつ学生ではない
2. 所定労働時間が週20時間以上
3. 賃金が月額換算で88,000円以上
4. 勤務期間が1年以上
5. 従業員501人以上

### 民主党政権から
民主党マニフェストでは社会保障・税番号制度（マイナンバー）導入が公約され、これは2015年から実施されている。三党合意による社会保障改革関連5法案の成立により、以下が実現された。
- 消費税法を改正し、財源を年金など社会保障にあてることを明記（第１条２）。
- 年金、医療及び介護においては、社会保険制度を基本とし、国及び地方公共団体の負担は、社会保険料に係る国民の負担の適正化に充てることを基本とすること（社会保障制度改革推進法第2条3 ）。
- 年金記録の管理の不備に起因した様々な問題への対処及び社会保障番号制度の早期導入を行うこと。（第5条2 ）
- 被用者年金制度の一元化等を図るための厚生年金保険法等の一部を改正する法律案」が可決[34]。共済年金の1・2階部分の保険料率を厚生年金の保険料率（18.3%上限）に統一し、給付を厚生年金制度に合わせるもので、2015年10月より施行された。

#### 国庫負担2分の1への引上げ
年金給付に必要な費用の財源は、負担対象者や負担方法により社会保険方式と税方式がある。国民年金は他の公的年金と同じ社会保険方式を採用しているが、保険料の他に国庫負担もあり、2004年の年金法改正で基礎年金の国庫負担の割合を3分1から2分の1へ引上げることになった。
2007年度を目途に、所要の安定した財源を確保する税制の抜本的な改革を行った上で、2009年度に実施され、財源に消費税(VAT)を当てる。2012年の消費税法改定では第1条2にて福祉目的税であることを明記。2014年には消費税率が8%に引き上げられた。
これにより、基礎年金国庫負担の2分の1への引上げは達成された。

### 安倍政権（第二次）から

#### 厚生年金の適用拡大
2020年5月29日に年金制度の機能強化のための国民年金法等の一部を改正する法律案が成立。2022年10月から従業員101人以上、2024年10月から従業員51人以上の企業規模のパートや非正規労働者の厚生年金加入義務化された。

## 制度持続性の課題

日本の社会的支出(兆円)。緑は医療、赤は年金、紫はその他

年金制度に関する国民の関心は高く、制度の持続可能性の確保や世代間・世代内の不公平の是正が求められている。2004年の年金改正法の附則に「社会保障制度全般についての一体的な見直し」が明記されたことにより、同年7月「社会保障の在り方に関する懇談会（内閣官房長官主宰）」が、社会保障制度を将来にわたり持続可能なものとしていくために、税、保険料等の負担と給付の在り方も含めて議論を開始し、計18回の審議を行った。2006年5月、同懇談会は、社会保障の給付と負担の将来見通しを示し、「今後の社会保障の在り方について」の議論を取りまとめた。
産業構造が変化し、都市化、核家族化が進行してきた日本では、従来のように家族内の「私的扶養」により高齢となった親の生活を支えることは困難となり、社会全体で高齢者を支える「社会的扶養」が必要不可欠となっており、公的年金制度は、安心・自立して老後を暮らせるための社会的な仕組みを目指して導入されたが、近年の少子化、財政危機の中において、逆に国民の不安を助長する仕組みになりつつある。

### 世代間格差

日本における年齢別所得再配分（所得再分配調査）
青線は額面所得、橙線は再分配後の所得

自由民主党の阿部俊子衆議院議員は、第177回国会 衆議院厚生労働委員会 第3号（2011年3月8日）で、年金すべてに関し、社会保障の世代間格差は70歳代は納めた額の8倍、20歳代は納めた額の2倍もらえるかどうか?と質問した。
阿部俊子の質問に対して、厚生労働副大臣大塚耕平は、世代会計で世代間の負担と受益を比較すると、大体40歳ぐらいを境に、それより若い世代は、生涯の世代会計計算をすると、受益よりも負担の方が大きい傾向が顕著であると答え、事実上、高齢者層へ納付額の何倍も支給するために、低年齢者層への支給が削られている状況が浮き彫りになっている。

### 急速な少子高齢化

日本の人口統計。2009年現在（1872-2009）と将来予測（2010-）

急速な少子高齢化の進展により、国民の間で年金制度の持続性への不安が高まっている。2004年の年金改正法時における2005年出生率の前提は1.39であったが、実際の出生率は予測を下回り1.25となり少子化がさらに進んだ。超高齢社会においても持続可能な年金制度の構築が急務である。

#### 新人口推計
2006年12月に発表された新人口推計（中位推計）では、女性の生涯未婚率を23.5%に見直して合計特殊出生率を1.26に下方修正した結果、20歳〜64歳の現役世代の人口と65歳以上の高齢者の人口との比率は、2055年には、1.3:1になると修正された。
負担と給付のバランスを確保するためには、高齢者、女性、若者、障害者の就業を促進し、制度の担い手を拡大してゆくことが重要である。高齢者の就業機会の確保は、高齢者の高い就業意欲に応えつつ、制度の担い手としての役割が期待されることから、増加する年金給付の抑制や高い年金依存度の緩和につながる。また、女性や若年者の無業状態、失業を改善することが、少子化対策と併せて将来の支え手を増やしていくことになる。
また、人口予測は外れ続けているため、財政再計算のたびに修正を施さなければならないという事態が起きており、人口予測を当てることなどが必要だと主張するところもある。
|          | 2006年 | 2007年 | 2008年 | 2009年 | 2010年 | 2020年 | 2030年 | 2040年 | 2050年 | 2055年 |
| -------- | ------ | ------ | ------ | ------ | ------ | ------ | ------ | ------ | ------ | ------ |
| 低位予測 | 1.2662 | 1.1626 | 1.1185 | 1.0980 | 1.0806 | 1.0425 | 1.0384 | 1.0504 | 1.0591 | 1.0630 |
| 中位予測 | 1.2942 | 1.2467 | 1.2297 | 1.2232 | 1.2184 | 1.2289 | 1.2382 | 1.2517 | 1.2604 | 1.2640 |
| 高位予測 | 1.3243 | 1.3170 | 1.3179 | 1.3214 | 1.3282 | 1.4783 | 1.5264 | 1.5368 | 1.5429 | 1.5461 |
| 結果     | 1.32   | 1.34   | 1.37   | 1.37   | 1.39   | 1.34   |        |        |        |        |

### 年金の不正受給
2010年には、高齢者の死を偽装して、遺族となっていた当該高齢者の家族が年金を不正受給していた事件が発覚した。

### 年金事務の問題
- 公的年金流用問題 （2004年）
- 国民年金不正免除問題（2006年）
- 年金記録問題 (2007年)
- 年金未納問題

### 公的年金一元化
公的年金制度の一元化は、財政の安定性、ライフスタイルに対する中立性、制度間の公平性、制度の利便性（分かりやすさ）などのメリットがある。転職を繰り返したり、脱サラをして自営業に転職した場合、あるいは自営業からサラリーマンに転職した場合など、現在の多様なライフスタイル・キャリア形成に対応した仕組みにする必要がある。また、正社員と非正社員との均衡処遇を図り、雇用保険と年金で共通の適用ルールにすることにより、雇用形態の選択に対して中立的な仕組みにする必要がある。これは、共助のシステムである本来の機能の在り方という観点からも、非正社員のウエイトが高い産業・企業と低い産業・企業の間において生じている社会保険料負担の不均衡、更には未納・未加入問題や適用範囲の是正の観点からも、重要である。
- 被用者年金一元化 - 2015年10月に実施された（三党合意）
- パートタイマーの厚生年金適用の拡大  - 2016年10月に実施された

#### 国民年金と被用者年金の一元化
- 高齢（退職）所得リスクの違い、所得形態及び納付形態の違い、保険料賦課基準所得の定義の違いといった被用者と自営業者等との相違点を解消するという条件整備が不可欠である。ただし、仮に納税者番号制度が導入されたとしても、自営業者等の所得把握には限界がある。
- 事業主負担をどうするか、自営業者等に所得比例保険料負担を求めることに賛同が得られるかどうか。
- 特に、被雇用者は雇用主負担分があるが、その分を自己負担とすると自営業者等は2倍の負担を強いられることになり、政治の力で反対を押し切ることができるかどうか。
- 現行制度と比べ給付と負担が大きく異なることとなると考えられるため、これについての十分な分析が必要となる。
- そもそも被用者と自営業者は定年の有無やリスクなど全くライフスタイルが異なるのに、政府の都合で同じ制度を押し付けることが公平と言えるのか。

### 国民年金の空洞化
国民年金特別会計 歳入（平成26年度決算）
国民年金は、創設当初の完全積立方式から修正積立方式による財政運営に移行した。その後、年々の年金給付に必要な費用を、その時々の被保険者が納付する保険料で賄われる部分が徐々に拡大し、1985年の基礎年金制度導入を含め年金制度全体が世代間扶養の性格を強めてきたため、現在では賦課方式に移行したと言える。しかし、近年、国民年金の納付率が低下してきたことで、賦課方式における不公平感が大きくなっている。

#### 納付率の低下
近年の国民年金保険料の納付率は、1992年度の85.7%をピークに年々低下し、2002年度は大きく低下した。2003年度からは若干上昇したが、2006年度以降再度低下に転じ、リーマンショック後の2011年度には58.6%まで下がった。以後は景気の回復等の要因により上昇に転じ、2017年度には66.3%となっている。また、納付を免除、猶予された人の分を除外せずに算出した国民年金保険料納付率の全国平均は2006年度は49%である。
- 近年の低下要因

1995年度から、20歳到達者で自ら資格取得の届出を行わない者に対して、職権適用を実施したが、職権適用者には、年金制度への関心や保険料納付の意識が薄い者が多い。経済の低迷、就業形態の多様化により、離職等による第1号被保険者の増加や保険料負担能力が低下した。
- 社会保険庁の年金記録の不備による年金制度への信頼の低下
- 2002年度の低下要因

免除基準を改正したことで、免除から外れた者が多く、これらの者の納付率が極めて低かった。保険料収納事務が市町村から国へ移管したが、収納体制の整備が遅れ、納付組織を活用できなかった。

#### 支給対象関連
1型糖尿病の患者の中で2級認定から3級認定になり、障害年金支払いを打ち切られた。障害基礎年金の支給対象は２級(「日常生活が極めて困難で労働で収入を得られない程度」)以上であり、厚生労働省は原告は審査後に該当しないと判断した。しかし、
大阪地方裁判所で2019年4月に、国の基準自体は適正だとしたものの、理由の解説を無しに打ち切ったのは違法との判決が出ている。支給打ち切り対象となった患者は未成年時に発症で成人後に障害基礎年金を申請し、一旦は支給対象となる障害等級2級と認定されたが、2016年までに等級を3級と見直されていた。2021年の大阪地裁では、9人中1人は2級基準に該当(障害基礎年金支給対象)だが、8人の原告は該当しないと判断した。

### 第3号被保険者不整合記録問題
サラリーマン（第2号被保険者）の配偶者（第3号被保険者）は、夫が退職などで被用者年金制度の資格を喪失した場合、夫ともども第1号被保険者となる。この切り替え手続きは、市役所や町村役場経由で厚生労働大臣への届け出が義務づけられている。この手続きを怠ると年金未加入・保険料未納扱いとなり、結果として年金の受給額が減額され、加入期間が不足する場合は無年金となる。しかし第3号被保険者となる際は事業主経由で手続きが行われたため、多くの元第3号被保険者が切り替え手続きに無知・無関心であり、届け出を行わないため、実際は第1号被保険者の立場にありながら、記録上第3号被保険者のままである不整合が多数発生している。
この記録の不整合問題は1985年の国民年金制度開始時より懸念されていたことであり、旧社会保険庁時代から会計検査院により繰り返し適正化を求められてきたが、根本的な是正がなされることなく放置され続けてきた。しかし、2010年1月頃、社会保険機構が簡易調査を行った時点で約100万件の不整合が確認できた ことで、民主党政権内部で問題視されるようになった。
これを受け厚生労働省年金記録回復委員会で検討された結果、以下の措置が厚生労働省年金局事業企画課長・厚生労働省年金局事業管理課長名で通知された。この課長通知の実施は2011年1月1日とされた。
通知の概要は以下の通り。
- すでに受給している者

現状に変更なし（本来受給資格がなかったり、本来より受給金額が多い場合でも、それらは不問に付す）
- これから受給する者

本来1号被保険者であった期間もすべて3号被保険者とみなす
この運用により3号を適用した期間を「運用3号」期間と呼称するが、運用3号を適用すると、以下のような不都合が生じる。
- 正しく切り替えを行っていた者は保険料の払い損となる
- 未納期間がすでに発覚してそれに対して年金の減額等の裁定を受けている者は、未発覚の者より不利な扱いを受ける

運用3号は「法的に問題がある可能性が高い」として2011年2月16日総務省年金業務監視委員会が調査に入った ことで問題が表面化した。厚生労働省は2月24日、運用3号による救済手続きを停止し、3月8日通知を廃止した。厚生労働省は社会保障審議会内に 第3号被保険者不整合記録問題対策特別部会 を立ち上げ対応を検討した結果、2011年5月20日報告書が提出された。
報告書の概要は以下の通り。
- 記録訂正後保険料未納となる期間を「カラ期間」として、これを年金の受給資格期間に繰り入れる
- 未納分の保険料は過去10年（年金受給者の場合は60歳までの10年間）分の後納を認める
- 年金受給者の過払い分は過去5年分の返還を求める
- すでに期間訂正を受けた分に対しても、今回の特別措置の対象とする
- 運用3号の下で受けた裁定は再裁定を行う
- 過去10年分の追納額は当時の保険料に国債利回り等を考慮した額とし、追納措置も3年の期間限定とする
- 障害・遺族年金受給者については、受給権が失われないよう特別措置を講ずる
- 今後同じような不整合を生じさせないため、以下のような方策が求められている
  - 制度の周知や啓発を行うとともに、被保険者が不整合の事実により容易に気付くことができるようにするための改善が必要
  - 費用対効果にも留意しつつ、新たな不整合期間が生じないようにするための更なる対策を講ずる必要がある
  - 検討が進められている社会保障・税に関わる番号制度が導入された後は、当該制度も活用し、被保険者資格のより適正な管理等を進めていく必要がある

本件に関して2011年11月22日の閣議において国民年金法改正案が決定された。この法案では
- 保険料未納期間を受給資格期間に算入
- 3年間に限り、過去10年分の保険料未納分を追加納付を認める
- 未納状況に応じ年金額を10%以内で減額する
- すでに支払い済みの過払い分に関しては返還を求めない

と、社会保障審議会第3号被保険者不整合記録問題対策特別部会報告書よりも受給対象者の負担が軽くなっている。しかし、一般の年金記録の不整合記録・誤記では、年金の減額や過払い分の返還を求めているため、「なぜ主婦のみ優遇されるのか」という非難されている。この法案は2012年8月10日に成立、2012年10月1日より施行された。
後納制度の通知送付は2012年8月から始まり、2012年10月1日から2015年9月30日まで申し込みの受付を行ったが、通知発送総数20,094,890件に対して、実際に受け付けられた申し込みは1,414,081件とわずか7%であり、本問題に対する被保険者の関心の薄さが際立っていた。

## 基礎年金の財源方式・最低保障年金移行論
公的年金制度の土台である国民年金（基礎年金）の空洞化を解消し、無年金・低年金者をなくすため、また、保険料の負担についての世代間の不公平感を解消するためにも、未納問題の起こる保険料形式から全額税で賄う形へ基礎年金の財源を変更する必要があるという意見がある(税方式となる無拠出制年金への移行化)。社会保険方式は強制貯蓄の側面を有し（積立方式）、もしくは人口構成の変動に脆い（賦課方式）など、制度的な問題点が大きい。低所得者層を中心とする納付率の低下(国民年金保険料の未納問題)や、世代間の負担と給付の著しい不公平など、現実的な課題が生じている。これらの課題を根本から是正するため、完全な税方式への移行を主張されている。基礎年金はそもそも老後の最低限の生活保障を目的とするものであり、現役時代に十分な保険料納付ができなかった者にも支給される簡素な制度が望ましい。このような最低保障年金により、被保険者および納税者全体の平均的負担を軽減できるという考えがある。社会保険方式の維持には行政コスト（保険料徴収・運営経費など）がかかる。これらが結果として被保険者や納税者にとって非効率となることから、制度や財源の面で効率化を図るべきであり、税方式を志向すべきとの主張もある（→小さな政府、政府の失敗）。
- 日本のナショナルセンターで最大の労働組合である日本労働組合総連合会（連合）が、2003年時点で基礎年金を社会保険方式ではなく全額消費税で賄う税方式への転換を主張しており、消費税の段階的引き上げを提案してる。そして、連合は2019年時点でもこの消費税にを財源とした基礎年金制度路線を支持している[61]。「収入の壁」をつくりだしている配偶者控除は扶養控除に整理統合し、被用者保険は原則すべての雇用者に完全適用するよう求めている[61]。
- 小沢一郎は、2003年7月の小沢自由党時代に「日本一新大綱」を発表した際に、国民年金保険料など社会保険料を現行水準金額よりも抑える代わりに、消費税の全額を基礎的社会保障の財源に充てるとの内容であった[62]。

### 最低保障年金への移行提案
- 民主党は2009年時のマニフェストにおいて、「消費税を財源とする『最低保障年金制度』の創設」を掲げ、完全な税方式への移行を志向していた。しかし、後の2012年に三党合意により成立した社会保障制度改革推進法では、公費による税収投入は「社会保険料に係る国民の負担の適正化」を目的とする範囲に限定され、完全移行案は棚上げされた（第2条3）。
- 河野太郎が基礎年金の財源を全額消費税で賄い、国民年金の社会保険料徴収を廃止する「最低保障年金」構想を2021年の自民党総裁選時に提示した[63]。

## 年金支給額の特例水準法による諸問題

### 過払いによる年金財政赤字増大と乖離放置
2000年～2002年の年金額について、前々年と比較した前年の年平均の物価指数の変動比率は、2000年度が－0.3％、2001年度および2002年度が-0.7%であった。法的には年金額の決定にあたって物価スライドを採用されていたので、物価上昇のために右肩上がりだった年金支給額は制度導入後初の減額改定が本来なら実施される筈であった。しかし、それぞれの年度ごとにいわゆる「物価スライド特例法」が制定されたために、物価は下がったのにも関わらず年金支給額を据え置くこととした（以下、この年金支給額の水準を「特例水準」と呼び、一方で前述の特例法を適用せずそのまま物価スライドを適用した場合に算出される年金支給額を「本来水準」と呼ぶこととする）。その結果、特例水準による支給額は、本来水準による支給額より、2000年度は0.3%、2001年度は1.0%、2002年度は1.7%ほど高くなり、年金支給額が過払いとなる状況が生まれた。2003年度、2004年度については、年金支給額の減額こそされたものの、先に述べた2000年～2002年の年金額据え置きで起きた両水準の乖離は維持され、2000年から2013年9月までの年金は、「特例水準」で過払いされていた。
2004年の法改正によって、年金支給額についてマクロ経済スライド制が導入されたものの、直ちに特例水準を解消しようとはせず、物価等の上昇により本来水準が上昇したときに特例水準を引き上げないことによって両水準の乖離を解消しようとした。しかし、その後も特例水準が解消されることはなく、2011年度には2.5%も本来基準より多く支給される乖離が生じる事態となっていた。少子化の急速な進行が見込まれているのに特例水準による乖離が放置されていると、年金収支の赤字が増大していくと懸念されていた。

### 改正による過払い解消・訴訟と合憲判断
2000年度から減額されない状況が続いていた中で、ついに2012年に特例水準解消を定める国民年金法等の一部を改正する法律等の一部を改正する法律（以下、「2012年改正法」と記す）が制定され、2013年9月以降から過払いが解消していくこととなった。2013年と2014年に1％ずつ、2015年に0.5％の割合で年金支給額は減額することで、段階的に過払いによる本来基準との乖離を解消していく内容であった。
この減額を受け、国を相手取って「年金支給額の減額決定を取り消せ」という旨の訴訟が老齢年金・厚生年金支給対象者により全国各地で起こされた。
争点は、年金支給額を減額する旨の法改正である2012年改正法が、生存権について定めた憲法25条に、また財産権について定めた憲法29条に違反するか否かである。
一連の訴訟は大阪地方裁判所にも提起されていたが、大阪地裁は2020年（令和2年）3月12日に、2012年改正法は憲法25条にも29条にも違反しないと判断し、原告（年金受給者ら）の請求を棄却する判決を下した。原告らは控訴したが、大阪高等裁判所は2022年（令和4年）3月16日に控訴を棄却する判決を下したため、原告らは上告した。
大阪地裁および大阪高裁判決要旨
　（憲法25条について）
1. 2012年（平成24年）改正法の制定に係る立法府の選択決定が著しく合理性を欠き，明らかに裁量の逸脱，濫用とみざるを得ないときに限って，2012年改正法が憲法25条に違反するものと解するのが相当である。
2. 2012年改正法は『将来世代の給付水準が低下することを回避し、世代間の公平を図り，社会保障である年金制度 の持続可能性を維持することを目的としていたものということができる』から同法の立法目的が不合理とはいえない。
3. 持続可能な年金制度の構築という意味から、2012年改正法にかかる立法手段が不合理とはいえない（よって合憲）。

　（憲法29条について）
1. 2012年改正法につき，財産権を合理性なく制約するものとして憲法29条1項に違反する旨主張するところ，特例水準の段階的な解消を 内容とする平成24年改正法が，憲法29条1項により保障される財産権である年金受給権を一定程度制約するものであることは確かである。
2. しかし、立法目的は正当で、規制内容も合理的な範囲内にとどまっている（よって合憲）。

原告側の上告理由要旨
　　（憲法25条について）
1. 堀木訴訟判決を一般法理として扱ってはならない。
2. 憲法25条2項は社会保障における制度後退禁止原則を定めたものである。
3. 本件は年金受給者のことを一切考えていない、他にとり得る手段を考えていないなど、2012年改正法には立法裁量の逸脱濫用が見受けられる（よって違憲）

　（憲法29条について）
1. 原審は、憲法29条適合性について過去の最高裁判例が示した審査判断の枠組みに違反するものである。

上告審判決
原告らの上告を受けて、最高裁判所第二小法廷は2023年（令和5年）12月15日、以下の判断を示したうえで、上告を棄却した。
（2012年改正法は、賦課方式を基本とする我が国の年金制度における世代間の公平を図る、年金制度に対する信頼の低下を防止する、年金の財政的基盤の悪化を防ぎ、もって年金制度の持続可能性を確保する　という目的であることを踏まえ）『以上によれば、立法府において上記のような措置をとったことが、著しく合理性を欠き、明らかに裁量権の範囲を逸脱し又はこれを濫用したものであるということはできず、年金受給権に対する不合理な制約であるともいえない。
したがって、本件部分は憲法25条、29条に違反するものとはいえない。以上は、当裁判所大法廷判決（堀木訴訟判決など）の趣旨に徴して明らかである。』
三浦守裁判官、尾島明裁判官は補足意見を付した。
尾島明裁判官の補足意見では、制度後退禁止原則（一旦具体化した国民の生活水準を低下・後退させる場合には、行政や立法府の裁量は狭まり相当な正当性が求められるという原則）について『何をもって制度が後退したと評価するのか、法律によって作られた制度の保護水準がその後の改正法によって引き下げられると憲法に違反することになるというとき、憲法と法律の各規範の相互関係をどのように考えているのかなど曖昧な点が多く、法律の憲法２５条適合性の審査に際して参照するのに適切な成熟した法理ないし基準であるとはいい難い』とし、裁判所による立法過程審査については『国会に一定の裁量権が付与されている法律の規定の憲法適合性を裁判所が審査する場合には、まず当該規定の規範内容を確定し、これにより確定された客観的規範内容が憲法に抵触するか否かを判断するのであって、これとは別の観点からの検討、すなわち立法府が立法の過程において必要な事実を検討したか、みるべきでない事実を考慮していないか、前提とする事実関係に誤りはないかなど立法過程での審査・検討状況が十分か不十分か等が直ちに憲法適合性を左右することになるわけではない』と言及した点が注目される。
学説上は憲法25条の審査方法として制度後退禁止原則・判断過程審査を有力視しているものの、この尾島補足意見から伺えるように、最高裁判所はこのような審査方法をとっていない点が大きな特徴といえる。